# Ayenia rotundifolia
Ayenia rotundifolia är en malvaväxtart som beskrevs av William Botting Hemsley. Ayenia rotundifolia ingår i släktet Ayenia och familjen malvaväxter. Inga underarter finns listade i Catalogue of Life.